# 安德烈·马耶夫斯基

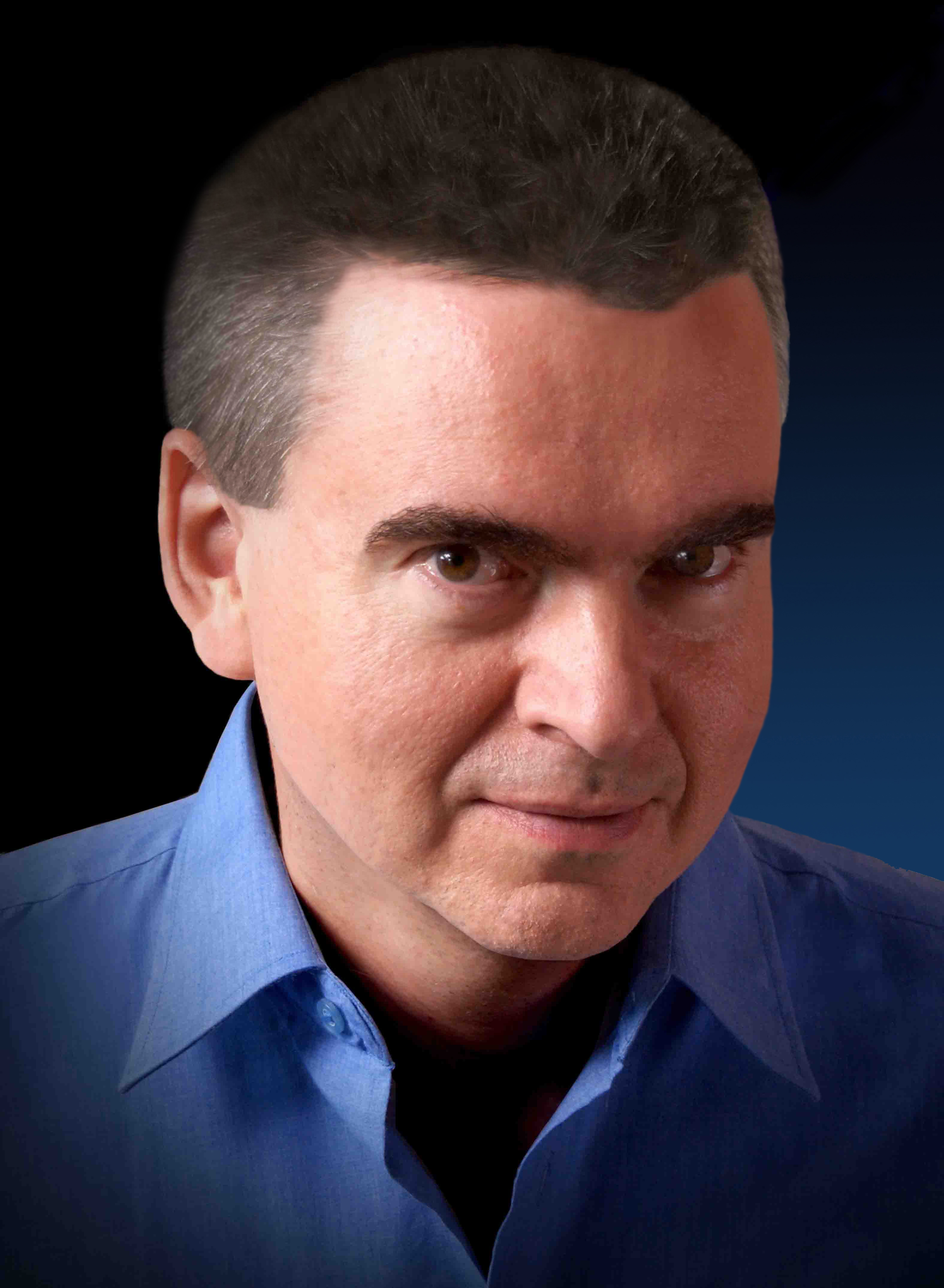

安德烈·马耶夫斯基（波兰语：Andrzej Majewski，1966年11月12日—），波兰格言家、作家、摄影师、编剧和导演。

## 生平
他毕业于经济大学和弗罗茨瓦夫大学法学院博士学位。他的格言在波兰和国外出版的波格言选集中发表，格言被翻译成英语、德语、希伯来语、塞尔维亚语、意大利语、俄语、希腊语、罗马尼亚语、加泰罗尼亚语、捷克语、韩语、土耳其语等。是Sapere Aude Foundation的创始人、Nasz Wrocław生态社区的主席、社会活动家、年轻人比赛的组织者、门萨协会会员。他撰写有关于法律和经济问题的科学文章。在1998年波兰汽车俱乐部拉力赛得了副冠军。

## 奖项
- H.Steinhaus奖得主（1995年）。
- 参加S.J.Leca 比赛（2000年）。
- 他的一系列摄影《Efemeryczność Wieczności》在韩国首尔举行的国际摄影比赛上获奖（2007年）。
- 文化和国家遗产部长授予他波兰文化荣誉勋章（2008年）。
- 在Naji Naaman文学奖国际文学竞赛中，因创造性的人文价值而获奖（2012年）[1]。
- 在Premio Internazionale per l'Aforisma „Torino in Sintesi” 奖得主（2012年）[2]。
- 由塞尔维亚作家协会授予Satire Excellence Award（2019年）[3]。

## 文学作品
- 《Aforyzmy i sentencje które potrząsną światem albo i nie...》，安德烈·马耶夫斯基，（华沙，1999年）ISBN 83-05-13036-3
- 《Aforyzmy czyli Za przeproszeniem Magnum in parvo》， 安德烈·马耶夫斯基，（华沙，1999年）ISBN 83-05-13104-1
- 《Adam niestrudzony wędrowiec: baśń》，安德烈·马耶夫斯基，（华沙，2002年） ISBN 83-7201-127-3
- 《102 rady dla dzieci mądrych， grzecznych i krnąbrnych》（弗罗茨瓦夫，2003年）。
- 《Aforyzmy na wszystkie okazje》 ，安德烈·马耶夫斯基，（华沙，2007） ISBN 978-83-7404-673-2
- 《Andrzej Majewski. Breslau， Aphorismus》（柏林，2012年） Plicpress出版社 ISBN 978-6137835777
- 《Aphorisms - quotations about: life， art， woman&man， politics and money》，安德烈·马耶夫斯基，（2015年）ISBN 978-83-914029-2-4

## 摄影作品
- 《Taniec Słońca w Deszczu》， （2000年）。
- 《Ty i ja: myśli współczesne dla moich polskich przyjaciół》，（弗罗茨瓦夫，2006年）ISBN 83-89551-15-2
- 《Efemeryczność Wieczności - Stary Cmentarz Żydowski we Wrocławiu》，（弗罗茨瓦夫，2005年）ISBN 83-89551-21-7

## 摄影展览
- 《Efemeryczność Wieczności》， （弗罗茨瓦夫 – 弗罗茨瓦夫市政厅博物馆2004年）。
- 《Efemeryczność Wieczności》， （华沙– 华沙博物馆2005年）。
- 《Efemeryczność Wieczności》，（首尔， 2007年） – 摄影作品在International Photo Competition 2007比赛获奖。

## 制片
- 《Klub Radzika》电视剧：负责剧本、导演和主题曲（2006/2007年）。
- 《Ekonomia na co dzień》教育电视剧：负责剧本（2007年）。
- 《Ekonomia w szkole》  教育电视剧：负责剧本（2007年)。
- 《The World in Words》 短片：负责剧本和导演（2019年）。
- 《The World in Words》 电视剧：负责剧本和导演（2019年）。
- 《Dr. Pepper Academy》 ：负责音乐、剧本和导演（2020年）。